# 법전중앙초등학교
법전중앙초등학교는 대한민국 경상북도 봉화군에 있는 공립 초등학교이다.

## 학교 연혁
- 1944년 4월 1일: 다덕국민학교 개교
- 1949년 11월 30일: 학교 설립 인가
- 1992년 3월 1일: 다덕초등학교 통폐합
- 1996년 3월 1일: 법전중앙초등학교로 변경

## 참고 자료
- 법전중앙초등학교 - 한국교육학술정보원 학교알리미